# Monophrynium congestum
Monophrynium congestum là một loài thực vật có hoa trong họ Marantaceae. Loài này được Ridl. mô tả khoa học đầu tiên năm 1909.